# Sycopsis
Sycopsis Oliv. – rodzaj roślin należący do rodziny oczarowatych (Hamamelidaceae R. Br.). Obejmuje dwa gatunki. Występują one naturalnie w Indiach (stan Asam) oraz w Chinach (wliczając Tajwan). Rosną w lasach, często wilgotnych, przy strumieniach.
Sycopsis sinensis uprawiany jest jako roślina ozdobna, sadzona jako zimozielony krzew znoszący zacienienie.

## Morfologia
PokrójKrzewy i niewielkie drzewa osiągające do 7 m wysokości. Pędy są nagie lub pokryte gwiazdkowatymi włoskami. Pąki są nagie.
LiścieZimozielone, skrętoległe, krótkoogonkowe. Blaszka eliptyczna do lancetowatej, skórzasta, całobrzega lub płytko ząbkowana.
KwiatyObupłciowe lub męskie, wyrastają zebrane w gęste kłosy wyrastające z węzłów bezlistnych, bocznych odgałęzień pędu. Kwiaty pozbawione są korony. Kielich składa się z 5–6 nierównych działek. W kwiatach męskich znajduje się 6–10 długich pręcików z okazałymi, żółtopomarańczowymi lub czerwonymi pylnikami. W kwiatach obupłciowych pręciki rozwijają się zanim znamiona słupka będą gotowe do zapłodnienia. Zalążnia jest górna, ale otacza je nieco dno kwiatowe. W każdej z dwóch komór rozwija się pojedynczy zalążek.
OwoceDrewniejące, owłosione torebki z dwoma rożkami na szczycie, zawierające dwa, brązowe, wąsko jajowate nasiona.

## Systematyka
Pozycja systematyczna
Rodzaj ten należy do podrodziny Hamamelidoideae w obrębie rodziny oczarowatych (Hamamelidaceae).
W Szwajcarii ok. połowy XX wieku uzyskano mieszańca międzyrodzajowego między S. sinensis i parocją perską – ×Sycoparrotia semidecidua. Jest to częściowo zimozielony, silnie rosnący krzew, o liściach i kwiatach podobnych do parocji.
Wykaz gatunków
- Sycopsis sinensis Oliv.
- Sycopsis triplinervia Hung T. Chang